# Celibat
Celibat (av latin caelebs, "ogift") är ett livsval bestående av totalt avstående från giftermål samt sexuellt umgänge. Ofta avses, i synnerhet om celibatet är religiöst motiverat, avståndstagande från all slags sexuellt umgänge. Traditionellt har celibatet varit religiöst betingat. 10 procent av den vuxna befolkningen i Sverige hade dock 2018 aldrig sex med andra, utan direkt koppling till religion.

## Historia

### Kristendomens tidiga historia
I den förkristliga tiden var vestaliska jungfrurna förpliktade att leva ogifta samt några präster och tjänare till vissa antika gudomligheter, till exempel Isis. Hos judarna var stadgat, att prästerna får gifta sig. Dock fick prästerna inte gifta sig med någon prostituerad, skändad eller frånskild; översteprästen fick inte ens ta en änka till hustru (Tredje Mosebok 21:7, 8, 14 och 15).
Nya Testamentet innehåller inte på samma sätt som Gamla Testamentet regler och innehåller inte något äktenskapsförbud. Jesus säger i Matteusevangeliet 19:3 så här:
| ” | Några fariséer kom fram till honom för att sätta honom på prov och frågade:” Är det tillåtet för en man att skilja sig från sin hustru, av vilken anledning som helst?” Han svarade: ”Har ni inte läst att skaparen från början gjorde de till man och kvinna?” Och han fortsatte: ”Därför skall en man lämna sin far och sin mor för att leva med sin hustru, och de två skall bli ett”. De är inte längre två utan ett. Vad Gud har fogat samman, får människan alltså inte skilja åt. De frågade: ”Varför har i så fall Mose bestämt att mannen skall skriva ett skilsmässobrev för att skilja sig?” Han svarade: ”Därför att ni är förstockade tillät Mose er att skiljas från era hustrur, men från början var det inte så. Jag säger att den som från sin hustru av annat skäl än otukt och gifter om sig, han är en äktenskapsbrytare. Lärjungarna sade: ”Om mannens ställning till hustrun är sådan, är det bäst inte gifta sig”. Han svarade: Alla kan inte tillägna sig detta, utan bara de som har fått gåvan. Det finns sådana som är utan kön från födseln, och sådana som av människor berövats sitt kön och sådana som själva har gjort sig könslösa för himmelrikets skull. Den som kan må tillägna sig detta. | „ |

När Jesus diskuterar äktenskapet påpekar han att det behövs en viss begåvning till att leva ihop med en annan människa. Kvinnorna skulle skyddas från att för minsta nycker kastas ut på gatan, då äktenskapet var en ekonomisk angelägenhet. En kvinna och hennes barn kunde lätt förskjutas, att vara restriktiv med skilsmässa är därför omsorg om kvinnan och hennes ställning i samhället, inte nödvändigtvis i ett religiöst sammanhang, snarare ett ekonomiskt sammanhang. Han påpekar också att det finns de som har ”gjort sig könlösa för himmelrikets skull”, som i originaltexten står på ett annat sätt, nämligen ”kastrerad”. Det var sed på den Jesu tid att prästerskapet till vissa antika gudar och gudinnor kastrerades.
Det finns inte något direkt påbud i Nya Testamentet att Jesu lärjungar ska leva i celibat. Synen på sexualitet inom den tidiga judiska kristendomen var ganska positiv. Jesus själv talar inte någonstans fördömande om kroppen i Nya Testamentet. Petrus var gift, Jesus botade hans svärmor (Matt. 8:14) och det hade även andra apostlar och församlingsmedlemmar varit, till exempel paren Andronikos och Junia (Rom. 16:7) som var högt ansedda bland apostlarna, Ananias och Sapfeira (Ap 5:1), Aphia och Filemon (Filem. 1:1), Paulus personliga vänner, Aquila och Priscilla (Rom16:3), som var Paulus medarbetare. Eftersom det var sed inom det judiska samhället att gifta sig tidigt så var mycket troligt att apostlarna var alla gifta.

### Tankar om celibat
De kringvandrande apostlar grundade små församlingar överallt där de predikade och omvände befolkningen. De personligen stannade inte kvar hos dem, utan dessa små församlingar fick klara sig på egen hand och så efter hand blev det ett bofast prästerskap vald bland församlingens medlemmar, lokala biskopar och diakoner och presbyter. Dessa nya ledare tolkade läran bäst de själv fattade, efter apostlarnas avresa, och så småningom, ju mer tiden gick, även kyrkofäderna, allt mer utan någon direkt kontakt med varken Jesus själv eller apostlarna eller apostlarnas lärjungar.
Kyrkofäderna har lagt betoningen på ett strikt organiserat, regelstyrt församlingsliv, strikta regler, föreskrifter, och askes.
Kyrkofäderna hade en del gemensamma drag, de var nitiska, obevekliga i sina omdömen, med sträng återhållsam livsföring, hårda mot sig själv och ställde höga krav på församlingen, som Clemens I (början av 100-talet), Ireneus (130-202), Tertullianus (cirka 160-225) Origenes, (184-254), Johannes Chrysostomos (347-407) och slutligen Augustinus (354-430).
Kyrkofäderna fördömde hårt den på den tiden florerande sexuella lössläpptheten och särskilt de antika romerska, egyptiska och grekiska hedniska orgiastiska mysterietraditionerna. På den tiden fördömdes hedniska otuktiga seder hårt av kyrkofäder som Augustinus av Hippo och Klemens av Alexandria, som det mest avskyvärda ogudaktiga beteende som finns.
Backanaler tedde sig för de utomstående som en skrämmande uppvisning. Anhängare av romerska vinguden Bacchus, berusade män och kvinnor som rusade över fälten, slet sönder djur och åt köttet rå, besatta av farligt starka vilda drifter, bejakande sin ytterst djuriska sida. Backanaler associeras med njutning, berusning, musik, (ofta) kvinnliga prästinnor, fest, extas och kaos. Eftersom det var ytterst hemliga mysteriekulter, ingen visste särskilt mycket om vad detta står för och vad dessa orgier går ut på. Många av dem innehöll en slags tradition av hieros gamos, heligt samlag, ett sammansmältande med den antika guds krafter. Under vissa mysterieriter, till exempel till Dionysos eller Bacchus ära dessa mysterie-deltagare var besatta av den antika guds krafter och betedde sig djuriskt och ibland destruktivt.
En annan förklaring till deras avståndstagande kan vara att många av dem var påverkade av det grekiska dualistiska tänkandet, som skilde mellan kropp och själ. Grekerna och de grekiska filosoferna fördömde det kroppsliga, materiella världen utan föredrog Idéernas värld. Olika filosofer som Platon och Aristoteles intresserades också av sexualitet. Men de såg ner på den kroppsliga sexuella njutningen och satte ett större värde på det andliga. Idéer att sex inte var något att sukta efter var väldigt utbrett. Stoikerna ansåg att den som eftersträvade njutning hade dåligt omdöme.
De flesta kyrkofäderna var väl bevandrade i grekisk filosofi och försökte binda samman grekisk filosofi med kristendom genom att upptäcka kristna resonemang i grekisk filosofins olika skolor. De försökte få fram att de grekiska filosofiska tankarna var en föregångare till Nya Testamentets tankar.

### Augustinus
Augustinus av Hippo kan sägas vara en ledargestalt som 300 år efter Kristus försökte binda samman grekisk filosofi med kristendom. Augustinus hade varken träffat anhängare av Jesus eller apostlarna direkt, utan endast läst de olika texterna, aposteln Paulus brev och det Nya testamentet och Bibeln, och det bara på latin, en översättning, och varken på hebreiska eller grekiska, som originalbreven var skrivna. Han kunde ingen hebreiska själv.
Augustinus var påverkad av olika läror som var i omlopp då han levde. Hans egen filosofi var ångestladdad och han sysselsatte sig mycket med tankar om synd och skam. Enligt Augustinus var mänskligheten som sådan ”en fördärvets massa”. Gud har dock enligt Augustinus utvalt en liten minoritet av själar som skall frälsas, och att knota över urvalet visar bara hur att man inte inser allvaret i den skuld som hänger samman arvsynden, och ännu mera med de verkliga synderna. Augustinus av Hippos skrifter fick ett stort inflytande och andra kyrkofäder efter honom anammade hans syn på sexualitet som synd och källa till hinder för andlighet.
Det fanns de som gick till attack mot Augustinus syn på synd, som Julianus av Eclanum (cirka 386– 455), biskop i Aeculanum i Italien. Han ansåg att Gud har avsedd nåden för att människans natur ska nå fullkomligheten. Den mänskliga naturen är den gode Skaparens gåva och därför kan inget naturligt vara ont. Sexualdriften blir synd först då den missbrukas och det är därför helt fel att blanda ihop arvsynd med lusta. Enligt Julianus har Augustinus fört in ett främmande synsätt i den kristna kyrkan då han såg ner på Skaparens goda värld, fylld av ångest inför sexuallivet på grund av tonårens dårskaper som han beskriver i sina Bekännelser. Detta synsätt kommer från manikerna som Augustinus umgicks med tidigare. Det blev dock inte Julianus synsätt som vann i det långa loppet, utan hans motståndares, Augustinus.
Det man ser under de senare århundradena av kristendomen, från 500-talet och framåt in i medeltiden att det sistnämnda synsättet, med betoning på askes, celibat och fasta har vunnit.

## Obligatoriskt celibat
Flera av apostlarna var gifta (Matt. 8:14, 1 Kor. 9:5, Matt 19:29). Apostel Paulus åsikter att det ogifta ståndet under vissa förhållanden är att föredra (”Det är bäst för en man att inte alls röra någon kvinna. Men med tanke på all den otukt som finns skall mannen leva med sin hustru och kvinnan med sin man”) (Kor 1. 7:1) och (1 Kor. 7:37) tog man fasta på. Dock, när Paulus skrev sina brev, trodde han och hans anhängare att slutet av världen var mycket nära förestående. Därför var det bättre att tänka på andliga saker och inte binda sig vid kvinnor och barn, under den korta återstående tiden som fanns. Klemens av Alexandria skriver i skriften Stromateis att även Paulus hade en fru, men han lämnade henne hemma när han var ute på sina resor för att kunna ägna all sin tid åt missionen.
Till följd av ökenfädernas popularitet och det nya munkväsendet bredde sig allt mer utbredande åsikten om askesens välbehaglighet inför Gud började man efter hand inom kyrkan betrakta det ogifta ståndet som någonting särskilt förtjänstfullt.
Ca 270 e.Kr. började den kristna traditionen slå in på nya vägar. En spansk synod i Elvira (305) påbjöd, att spanska biskopar, presbyter och diakoner ovillkorligen måste leva ogifta. Försöket att på kyrkomötet i Nicaea 325 upphöja detta stadgande till en för hela kristna kyrkan gällande lag misslyckades dock, huvudsakligen genom den egyptiske biskopen Paphnutii bestämda agerande till förmån för den mildare praxis, som tillät prästerna att fortsätta ett före ordinationen ingånget äktenskap, ehuru man plägade förbjuda dem att gifta sig efter ordinationen. Det ovillkorliga celibatet vann emellertid allt flera anhängare, särskilt inom den västerländska kyrkan, i synnerhet sedan flera påvar – Siricius (384-398), Innocentius I (402-417), Leo I (440-461), Leo IX (1049-1054), Stefan IX (1057-1058), Nikolaus II (1058-1061) med flera – genom stränga förordningar sökt verka för saken.
Under medeltiden har dessa tankar fortfarande fäste i den kyrkliga organisationen, det till och med skärptes ännu mera. Från 1100-talet blev det obligatoriskt med celibat för prästerskapet. I bikten hade prästen krav på sig att utfråga den som biktade sig om personens sexualliv, och både lekmän och prästerskap fick i biktstolen redovisa sina omständigheter. Den sista gifta påven var Hadrianus II, påve 867–872, som var gift med Stephania.

### Romersk-katolska kyrkan
Påven Gregorius VII (1073-1085) införde celibatet såsom en för hela den romersk-katolska kyrkans prästerskap förpliktande lag. Detta skedde genom hans högtidliga förklaring (vid synoden i Rom 1074) att envar, som ville erhålla ett andligt ämbete, ovillkorligen skulle vara förpliktad till celibat och att de präster, som redan var gifta, icke skulle ha något annat val än att antingen genast skilja sig från sina hustrur eller också utan vidare avgå från sina ämbeten. Det gick till och med så långt, att en lekman, som mottog sakramentet ur en gift prästs hand, enligt Gregorius förordning ställdes under kyrkans bann. Denna celibatslag inskärptes ytterligare genom de på mötena i Reims 1119 samt i Rom 1123 och 1139 fastställda förordningarna, vilka sedan samtliga blev upptagna i den senare kanoniska rätten. För det lägre kleresiet gjordes dock efter hand åtskilliga eftergifter av påvarna Bonifatius VIII (1294-1303) och Clemens V (1305-1314). På grund av det tridentinska mötets beslut är huvudsakligen följande celibatsbestämmelser nu gällande inom den romersk-katolska kyrkan:
1. Eftersom äktenskapet till sin idé är att betrakta såsom oupplösligt, och samtidigt oförenligt med det att inneha av de högre andliga ämbetsgraderna, kan en redan gift man aldrig vigas till präst, såvida icke hustrun förklarar sig villig att gå i kloster;
2. Gifter sig en präst, är hans äktenskap ogiltigt, och han själv straffas genom exkommunikation och suspension;
3. Ett äktenskap, ingånget av någon som innehar en lägre vigningsgrad, må väl anses giltigt, men denne förlorar därigenom sin plats och kan inte vigas till högre ämbete.

Idag är i romersk-katolska kyrkan celibat påbjudet för präst, biskop och diakon, med undantag för dem som är vigda till det så kallade ständiga diakonatet, där äktenskap är tillåtet.
I Sverige slog prästcelibat igenom förhållandevis sent. Först genom den påvlige legaten Vilhelms av Sabina besök i Sverige och Skänninge möte 1248, då den kyrkorätten i Sverige skulle bringas i överensstämmelse med den kanoniska rätten, blev det infört här.

### Österländska ortodoxa kyrkorna
Inom de österländska ortodoxa kyrkorna är det endast munkar och nunnor samt biskopar, ärkebiskopar och patriarker förpliktade till celibat. Prästerna kan antingen vara gifta eller ogifta prästmunkar. Valet mellan dessa båda alternativ måste ske före prästvigningen. Ingen präst får gifta sig med en änka, och en präst som blivit änkling får inte gifta om sig.

### De reformatoriska kyrkorna
De reformatoriska kyrkorna tillåter generellt prästäktenskap.

## Kända celibatärer
- Dalai Lama
- Moder Teresa
- Påven
- Brahmachari - hinduisk celibatär